# Ormond Beach
Ormond Beach es una ciudad ubicada en el condado de Volusia en el estado estadounidense de Florida. En el Censo de 2010 tenía una población de 38.137 habitantes y una densidad poblacional de 377,64 personas por km².
Es un sitio conocido como centro vacacional para familias y viajeros ubicado en la zona norte de Daytona Beach. 

## Geografía
Ormond Beach se encuentra ubicada en las coordenadas 29°17′41″N 81°5′42″O / 29.29472, -81.09500. Según la Oficina del Censo de los Estados Unidos, Ormond Beach tiene una superficie total de 100.99 km², de la cual 82.69 km² corresponden a tierra firme y (18.12%) 18.3 km² es agua.

## Demografía
Según el censo de 2010, había 38.137 personas residiendo en Ormond Beach. La densidad de población era de 377,64 hab./km². De los 38.137 habitantes, Ormond Beach estaba compuesto por el 92.19% blancos, el 3.22% eran afroamericanos, el 0.17% eran amerindios, el 2.27% eran asiáticos, el 0.03% eran isleños del Pacífico, el 0.65% eran de otras razas y el 1.48% pertenecían a dos o más razas. Del total de la población el 4.14% eran hispanos o latinos de cualquier raza.